# Platycheirus setipes
Platycheirus setipes är en tvåvingeart som beskrevs av John Richard Vockeroth 1990. Platycheirus setipes ingår i släktet fotblomflugor, och familjen blomflugor.
Artens utbredningsområde är British Columbia. Inga underarter finns listade i Catalogue of Life.